# Якуб Гузній
Якуб Гузній, біл. Якуб Гузьней (* 1892, село Гольчиці, Слуцький повіт, Мінська губернія, Російська імперія — ?) — білоруський громадський, політичний та військовий діяч. Учасник Слуцького повстання, командир першої роти в Першій Бригаді війська БНР. 
Брав участь у Першій світовій війні, під час якої в складі 5-х російської армії воював на Північному фронті. Після Лютневої революції 1917 року активно працював в білоруському військовому русі. Делегат з'їзду білорусів, що воювали на Північному фронті, у Вітебську. Учасник першого Всебілоруського з'їзду в Мінську. Член Центральної Білоруської Військової Ради. Під час польсько-радянської війни був офіцером-резервістом Білоруської військової комісії.
Брав участь у Слуцькому повстанні в чині поручика, командира першої роти в Першій Бригаді війська БНР. Після поразки Слуцького повстання жив у Західній Білорусі. Брав участь в партизанській війні проти Польщі, та співпрацював з радянським урядом. У червні 1924 нелегально потрапив у Мінськ для участі в ліквідаційному з'їзді Білоруської партії соціал-революціонерів.
Після повернення в Західну Білорусь нелегально перебирається в Литву, де 23 серпня 1924 просить політичного притулку. Працював у представництві БНР у Каунасі, у групі Цвікевича.
Його доля після 1925 невідома.